# Werkbundsiedlung Wiesenfeld München

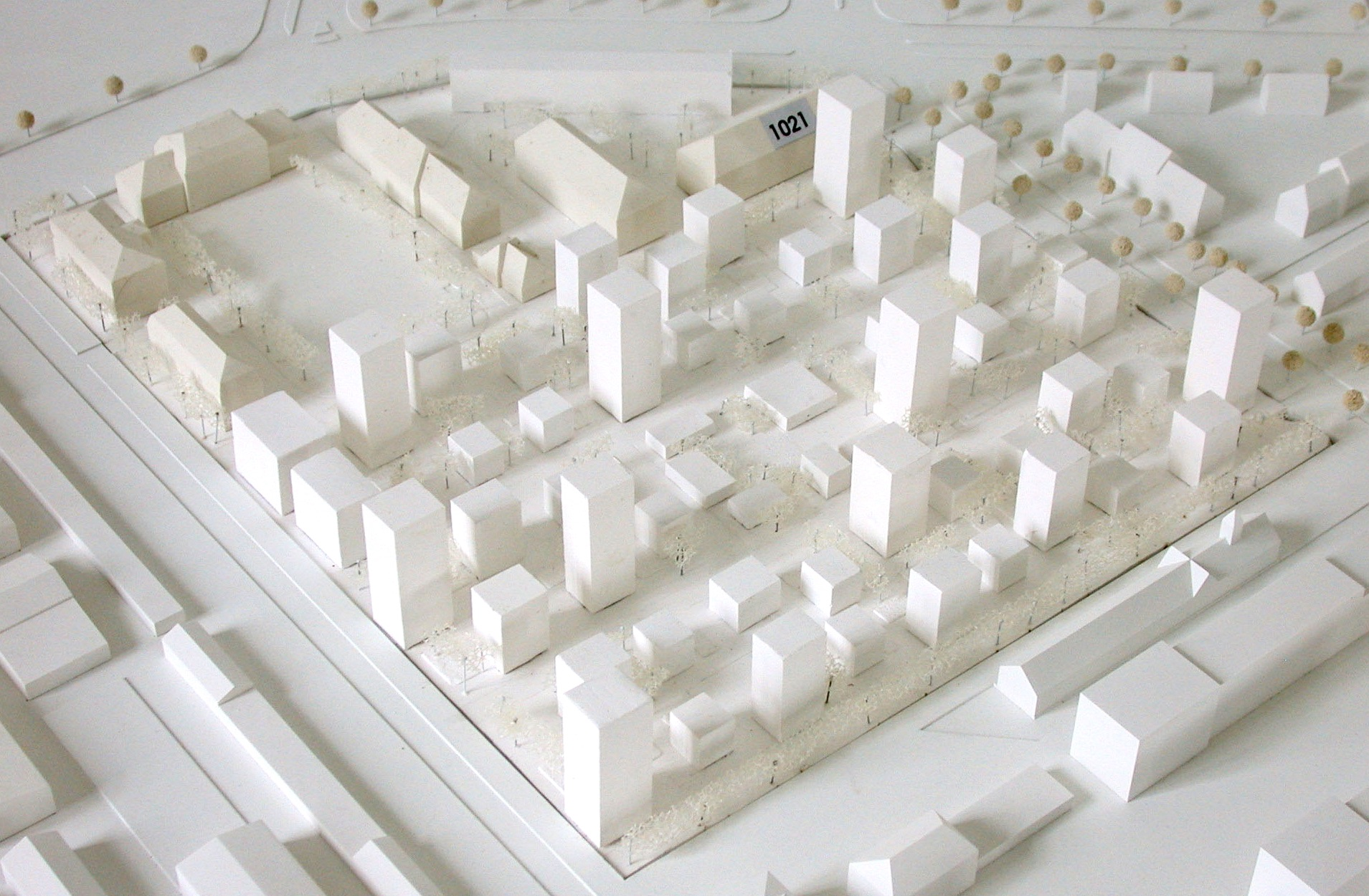
Städtebaumodell Werkbundsiedlung Wiesenfeld, Kazunari Sakamoto

Die Werkbundsiedlung Wiesenfeld in München wurde 2002 vom Deutschen Werkbund Bayern initiiert, um beispielhaft qualitätvollen neuen Wohnungsbau in der Stadt zu zeigen. Auf Basis des städtebaulichen Konzepts des japanischen Architekten Kazunari Sakamoto sollten im Osten des Stadtbezirks Neuhausen-Nymphenburg rund 500 Wohnungen nach Entwürfen von zwölf internationalen Architekturteams errichtet werden. 2007 zog sich die Stadt München mit ihren Wohnungsgesellschaften aus dem Projekt zurück, das Vorhaben wurde daraufhin abgebrochen.

## Planung
Der Deutsche Werkbund Bayern startete 2002 im Hinblick auf das 100-jährige Werkbund-Jubiläum im Jahr 2007 in seiner Gründungsstadt ein maßstabsetzendes Wohnungsbauprojekt. Das Vorhaben setzte die Tradition der Modellsiedlungen des Werkbunds fort, die in den 1920er-Jahren begann und sich bis in die Neuzeit fortsetzt. Mit der ehemaligen Luitpold-Kaserne am Rand des Olympiaparks wurde ein geeignetes Grundstück gefunden, das die Stadt München zur Verfügung stellte.

### Städtebau
Die Arbeitsgemeinschaft Werkbundsiedlung Wiesenfeld, eine Konsortium aus Deutschem Werkbund Bayern e.V. und sieben Wohnungsbaugesellschaften veranstalteten einen internationalen städtebaulichen Wettbewerb. Zwölf Teams aus Architektur und Landschaftsarchitektur wurden dazu eingeladen:
Preisträger städtebauliches Konzept:
- Kazunari Sakamoto mit OVE ARUP (zur Weiterbearbeitung empfohlen)
- 03 Architekten mit Verde Landschaftsarchitektur
- Allmann Sattler Wappner mit Valentien + Valentien & Partner Landschaftsarchitekten

Preisträger exemplarisches Wohnhaus:
- Fink + Jocher mit Irene Burkhardt
- Bernd Kniess mit terrain:loenhart&mayr
- Andreas Meck mit Burger Landschaftsarchitekten
- Francis Soler mit Pascal Cribier
- Helmut Wimmer mit ECKK Landschaftsarchitektur
- Christian Kerez mit 4d (Maurus Schifferli und Simon Schöni)
- Florian Krieger mit ben Landschaftsarchitektur
- KCAP/ASTOC mit Bayer Uhrig und realgrün Landschaftsarchitekten
- Alexander Reichel mit LOMA

### Jury
Die Jury wählte den Entwurf des japanischen Architekten Kazunari Sakamoto aus. Sein „island plan“ sah fünfundvierzig schlanke Punkthäuser für frei finanzierte und öffentlich geförderte Wohnungen mit besonderer Wohnqualität sowie Infrastruktureinrichtungen vor. Die Gebäude lagen wie Inseln im fließenden Freiraum. Fachpreisrichter waren Marianne Burkhalter, Hartmut Danz, Carl Fingerhuth, Andrea Gebhard, Andreas Hildebrand, Uwe Kiessler (Vorsitz), Winy Maas, Hannes Rössler, Petra Seydel, Ingrid Spengler, Heinz Tesar und Christiane Thalgott.

### Hochbauten
2006 erarbeiten die zwölf Teams dann für die Arbeitsgemeinschaft Werkbundsiedlung Wiesenfeld gemeinsam Entwürfe zur Realisierung der Gebäude.

### Weitere Entwicklung
Ab Ende 2006 begann eine Diskussion um die Kosten des Vorhabens, das international Aufmerksamkeit erregte. Der Münchner Stadtrat sprach sich 2007 gegen eine Fortführung des Vorhabens aus.
Die Stadt München überplante nach dem Aus für die Werkbundsiedlung Wiesenfeld das Grundstück als Teils des Kreativquartiers München neu und verabschiedete 2017 einen Bebauungsplan für das nun Kreativfeld genannte Areal auf Basis eines neuen städtebaulichen Konzepts von Teleinternetcafe und TH Treibhaus.